# Chiesa di Santa Maria del Carmine (Vigevano)
La Chiesa di Santa Maria del Carmine o Chiesa della Madonna del Carmine o più semplicemente Chiesa del Carmine è un edificio religioso sito a Vigevano, in provincia di Pavia e diocesi di Vigevano.

## Descrizione e storia
La chiesa, costruita nel 1602 dalla confraternita del Carmine, da cui prende il nome, prende il posto di un'altra chiesa, antecedente e distrutta con Ludovico il Moro. Di questa resta un affresco del 400 raffigurante la Vergine, ora esposto su un altare.
Del Seicento sono le varie cappelle. L'altar maggiore, del Settecento in marmi policromi, racchiude una statua lignea della Madonna. Collocate nel 1630 tra i pilastri, sono presenti dodici statue a grandezza naturale rappresentanti gli Apostoli. Nella navata centrale vi è il grande affresco dell'Apparizione della Vergine a San Simone Stock, generale dei Carmelitani, realizzato dal pittore ottocentesco vigevanese Giovanni Battista Garberini.
La facciata risale al 1732. Essa è ricca di movimento e variazione di volumi, con una ripartizione segnata da sei finti pilastri in forma di lesene con nicchie inquadrate da cornici. Il campanile invece fu costruito in varie fasi e terminato solo nel Settecento.